# Christian Jourdan
Christian Jourdan (* 31. Dezember 1954 in Sainte-Foy-la-Grande) ist ein ehemaliger französischer Radrennfahrer.

## Sportliche Laufbahn
Jourdan war im Straßenradsport aktiv. Er war Teilnehmer der Olympischen Sommerspiele 1976 in Montreal. Im olympischen Straßenrennen schied er aus.
Als Amateur errang er knapp 90 Siege, darunter die Tour de la Dordogne 1976 und die Tour de Gironde-Sud 1978. 1978 wurde er Zweiter der nationalen Meisterschaft im Straßenrennen der Amateure hinter Gérard Dessertenne.
1979 wurde er Berufsfahrer im Radsportteam La Redoute und blieb bis 1989 als Radprofi aktiv. Jourdan war unter anderem Domestik von Bernard Hinault und unterstützte diesen bei dessen fünften Toursieg. Er gewann Etappen in der Tour de l’Aude und in der Katalonien-Rundfahrt 1979, in der Tour de Romandie 1982, im Critérium du Dauphiné libéré 1983 und im Mannschaftszeitfahren der Tour de France 1983. In Eintagesrennen war er bei Paris–Camembert 1982 (vor Serge Beucherie) und 1983 (vor Jacques van Meer) sowie im Giro del Piemonte 1984 erfolgreich.

## Grand-Tour-Platzierungen
Jourdan bestritt alle Grand Tours.
| Grand Tour            | 1979 | 1980 | 1981 | 1982 | 1983 | 1984 | 1985 | 1986 | 1987 | 1988 | 1989 |
| --------------------- | ---- | ---- | ---- | ---- | ---- | ---- | ---- | ---- | ---- | ---- | ---- |
| Vuelta a EspañaVuelta | –    | –    | –    | –    | –    | –    | –    | –    | –    | –    | 118  |
| Giro d’ItaliaGiro     | –    | –    | –    | –    | –    | –    | 29   | 49   | DNF  | –    | –    |
| Tour de FranceTour    | 68   | DNF  | –    | DNF  | 45   | 84   | 71   | –    | –    | –    | 118  |